# 八幡市立男山第二中学校
八幡市立男山第二中学校（やわたしりつ おとこやまだいにちゅうがっこう）は、京都府八幡市男山石城にある公立中学校。略称「二中」。

## 概要
1972年3月の男山団地入居開始に伴い開校した。男山団地の当初の計画では、八幡市立八幡第四小学校の位置に中学校用地が用意される予定だったが、その後の計画の微修正で小学校用地を1校増やすことになり、現在地に変更された。1980年代の生徒急増期に八幡市立男山東中学校を分離
したため、現在は男山団地南部を主に校区としている。しかし、近年の少子化に伴う八幡市学校再編計画の実施により、2011年度から八幡市立南山小学校の校区を編入した。
校舎は市立中学校で最も古い（八幡市立男山中学校は1983年に現在地に移転）。選挙の際には第15投票所として使用される。読み、書き、計算を計画的に取り入れた「モジュール学習」を毎朝20分間実施している。他の市立中学校同様に給食とプール学習や、学校選択制は実施されていない。制服は指定のものを着用することになっている。

## 沿革
- 1972年（昭和47年）4月 - 八幡町立男山第二中学校開校
- 1974年（昭和49年） - 校舎を増築
- 1975年（昭和50年）4月 - 八幡町立男山第三中学校新設により、校区を分離
- 1977年（昭和52年）11月 - 綴喜郡八幡町の市制施行により、八幡市立男山第二中学校に改称
- 1979年（昭和54年） - 校舎を増築
- 1982年（昭和57年）6月 - 柔剣道場竣工[2]
- 1985年（昭和61年） - 職員室にコンピューターを導入
- 1986年（昭和61年）4月 - 八幡市立男山東中学校を分離
- 1990年（平成2年）3月 - LL教室設置[3]
- 1991年（平成3年）10月 - コンピューター教室設置[4]
- 2001年（平成13年）- コンピューター教室の機器等更新
- 2005年（平成17年）4月 - 2学期制を導入
- 2008年（平成20年）- 学習用コンピューターを更新・増設[5]
- 2009年（平成21年）- 南校舎の耐震補強・老朽改修完了（3階を減築）[6]
- 2010年（平成22年）8月 - 普通教室にエアコンを設置[7]
- 2011年（平成23年）4月 - 南山小学校を通学区域に編入[8]
- 2011年（平成23年） - 各教室に地デジ対応液晶テレビを設置

## 校区
八幡市では公立学校選択制が導入されていないため、この2校の小学校区在住の場合、市立中学校への進学は自動的に本校となる。
- 八幡市立くすのき小学校
- 八幡市立南山小学校（2011年度から）

## 学校エコ改修と環境教育事業
環境省の「学校エコ改修と環境教育事業」に男山第二中学校が2007年度の採択校として選ばれたが、2009年に中止となった。
「学校エコ改修と環境教育事業」とは、二酸化炭素の排出量を削減する効果があると認められた省エネ改修事業と環境教育に、国からの補助が毎年1億円を上限として3年間つけられる制度である。男山第二中学校の計画は、校舎2棟の外壁を二重にして壁の間に空気を循環させ、屋上に太陽光発電装置を設置することで、二酸化炭素の排出を抑制しながら教室内の気温を2～3度下げる構想だった。しかし、モデル事業指定後、市立中学校にエアコンを設置することが決まったため、エコ改修で得られる冷却効果だけでは他校と教育環境に格差がつくと判断され、中止が決定した。

## 著名な出身者
- 佐藤康光（将棋棋士/元将棋名人・永世棋聖。佐藤康光杯争奪将棋大会が開催されている。）

## 交通アクセス
- 京阪本線樟葉駅から京阪バス乗車約10分

## 校区が隣接している学校
- 八幡市立男山東中学校
- 八幡市立男山中学校
- 八幡市立男山第三中学校

以下は大阪府。
- 枚方市立楠葉西中学校
- 枚方市立招提北中学校
- 枚方市立長尾中学校